# Decodon melasma
Decodon melasma är en fiskart som beskrevs av Gomon, 1974. Decodon melasma ingår i släktet Decodon och familjen läppfiskar. IUCN kategoriserar arten globalt som livskraftig. Inga underarter finns listade i Catalogue of Life.